# Яри
Яри — селище в Україні, у Христинівській міській громаді Уманського району Черкаської області. Розташоване на обох берегах річки Велика Стінка за 13 км на південний захід від міста Христинівка та за 2 км від автошляху М30. Населення становить 54 особи.

## Історія
Землі, на яких пізніше утворився хутір Яри, (названий так через місцевість порізану глибокими ярами), належав комарівському пану Чорновському. В 1915 році біля хутора пан посадив ліс, який називають Шпоньків — на честь лісника кривого Шпоньки. В 20-х роках 20 століття почалось розкуркулення в селі Сичівка, виселяли одноосібників. Їм давали гірші землі на хуторі Яри. Першими поселенцями були сім'ї Найдичів, Шерето, Федька, Кальніцького Аксентія. Ставків на той час ще не було, було болото і все поросло вільхами. Згодом почали розкопувати болото і утворилось два малих ставки. А в 1936 році почали робити греблі і утворилось ще два ставки. На місці теперішнього Великого ставка росли вільхи, а в 1962 році їх почали викорчовувати і колгоспними тракторами викопали ставок.
В 1930 роках на хуторі була вівчарня та конюшня. Спочатку в хаті Вовнянка Максима, згодом колгосп побудував нові приміщення. Бригадиром був Любченко Григорій.потім Харук.
В 1935-36 р.р. в селянській хаті відкрили школу та дитсадок.
В 1940-х роках на Ярах вже було 75 хат.
Хутір був підпорядкований до колгоспу ім. Шмідта. Поля спочатку сіяли вручну і своїм насінням. Біля лісу почали будувати курятник і телятник.
В 1950-х роках почали садити лісополоси: самі сіяли жолуді, вирощували сіянці і висаджували їх.
А щоб вони гарно росли і не заростали бур'янами, людям наділяли там городи і вони доглядали там за ними. Була утворена ярівська бригада, бригадиром якої був Бабій Андрій. Пізніше, в 1953 році створили комсомольську ланку, яку очолила Харук Євгенія Борисівна. В 1950 році відкрився продуктовий кіоск. В 1958 році побудували дитячий садок в центрі хутора.

## Галерея

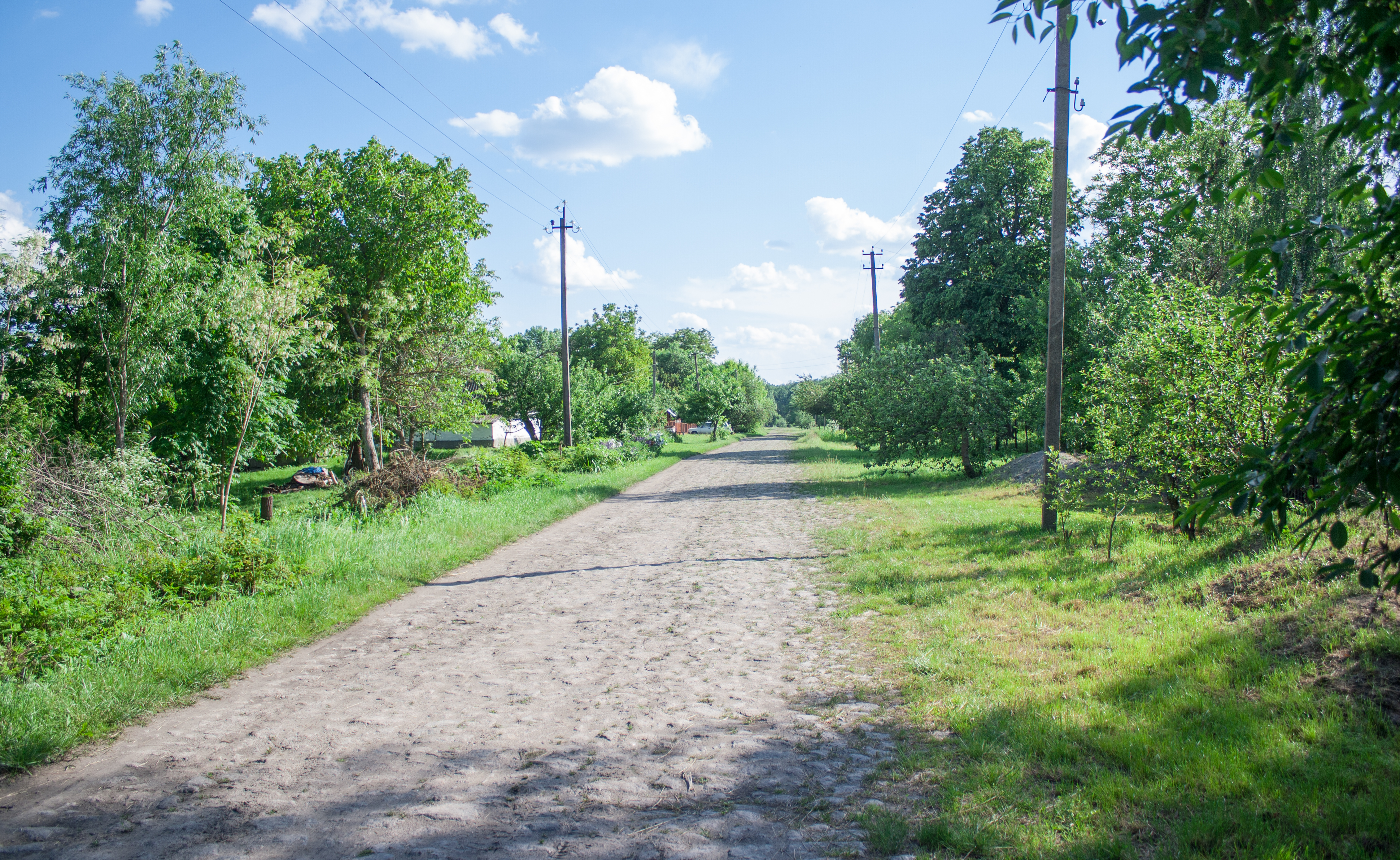
Головна вулиця
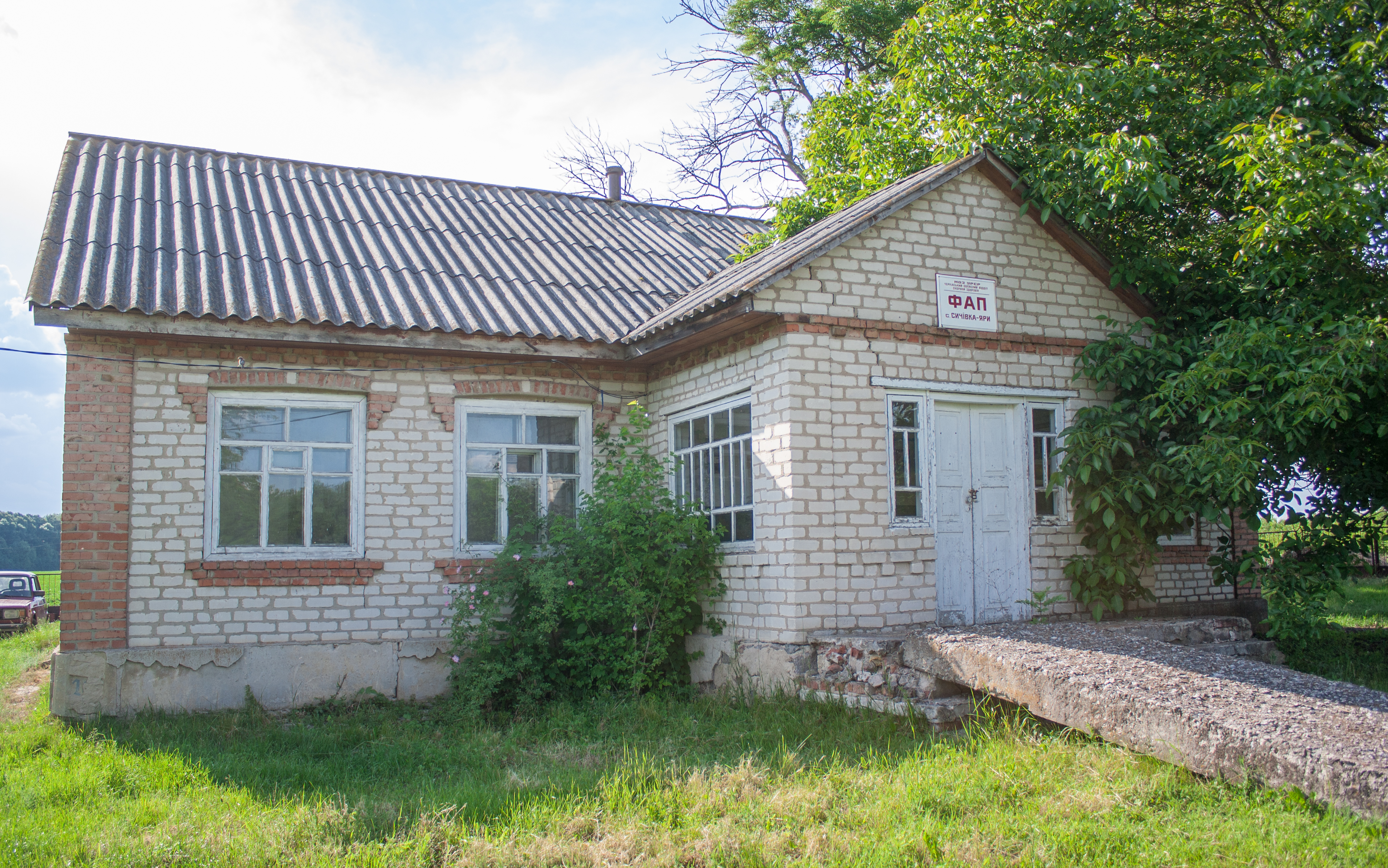
ФАП